# 李存進
李 存進（り そんしん、856年 - 922年）は、唐末の武人。もとの名は孫重進。振武軍の人。李克用の仮子となり、民間伝承や小説『残唐五代史演義』の中では配下の「十三太保」の一人として知られた。

## 生涯
武功に加え、管理能力にも優れた。
初め、嵐州刺史の湯群に従った。湯群が誅殺されると、孫重進は李克用に投じて仮子となり、李存進と改名した。李克用に従って、軍功により石州刺史を任された。その後、李存勗に従って、歩軍右都検校司空、邠州刺史、慈沁二州刺史に進んだ。天祐12年（915年）、天雄軍を接収した際に、天雄軍都巡按使に任じられ、新軍の動揺をうまく抑えて威服させた。天祐14年（917年）、蕃漢馬歩副総管に進んだ。
天祐16年（919年）、振武軍節度使を兼ねた。天祐19年（922年）、張文礼の乱で招討使の李嗣昭が戦死した後、李存進は後任の招討使となった。同年7月、東垣渡で待ち伏せに遭い、戦死した。

## 伝記資料
- 『新五代史』
- 『旧五代史』
- 『資治通鑑』